# سانجی
سانجی (به اویغوری: سانجى شەھىرى) و یا چانگجی (به چینی: 昌吉市، به پین‌یین: Chāngjí Shì) یک شهر (در سطح شهرستان) و مرکز ولایت خودمختار سانجی هوئی است که در منطقهٔ سین‌کیانگ در چین واقع شده‌است. چانگ‌جی ۷٬۹۸۱ کیلومتر مربع مساحت و ۴۲۶٬۲۵۴ نفر جمعیت دارد.

## جمعیت
| ترکیب قومیتی شهر سانجی | ترکیب قومیتی شهر سانجی | ترکیب قومیتی شهر سانجی | ترکیب قومیتی شهر سانجی | ترکیب قومیتی شهر سانجی |
| ---------------------- | ---------------------- | ---------------------- | ---------------------- | ---------------------- |
| قومیت                  | قومیت                  |                        | درصد                   | درصد                   |
| هان                    | هان                    |                        | ۷۳٫۰٪                  | ۷۳٫۰٪                  |
| هوئی                   | هوئی                   |                        | ۱۷٫۲٪                  | ۱۷٫۲٪                  |
| قزاق                   | قزاق                   |                        | ۵٫۱٪                   | ۵٫۱٪                   |
| اویغور                 | اویغور                 |                        | ۲٫۷٪                   | ۲٫۷٪                   |
| مغول                   | مغول                   |                        | ۰٫۴٪                   | ۰٫۴٪                   |
| منجو                   | منجو                   |                        | ۰٫۴٪                   | ۰٫۴٪                   |
| شیبه                   | شیبه                   |                        | ۰٫۱٪                   | ۰٫۱٪                   |
| روس                    | روس                    |                        | ۰٫۱٪                   | ۰٫۱٪                   |
| سایر                   | سایر                   |                        | ۱٫۰٪                   | ۱٫۰٪                   |
| منبع سرشماری جمعیت :   |                        |                        |                        |                        |